# Friedrich von Pourtalès
Jacob Ludwig Friedrich Wilhelm Joachim (Friedrich) graaf von Pourtalès, heer van Glumbowitz (Oberhofen am Thunersee, 24 oktober 1853 - Bad Nauheim, 3 mei 1928) was een Duitse diplomaat die in 1914 de Duitse oorlogsverklaring aan Rusland overhandigde.

## Familie
Pourtalès was lid van de Franse en Duitse grafelijke familie de/von Pourtalès en een zoon van Wilhelm graaf von Pourtalès (1815-1889) en Charlotte gravin von Maltzahn, Freiin zu Wartenberg und Penzlin (1827-1861). Zijn oom Albert graaf von Pourtalès (1812-1861) was eveneens diplomaat. Hij trouwde in 1892 Gisela gravin von Kanitz (1873-1957), vrouwe van Glumbowitz, uit welk huwelijk geen kinderen werden geboren.

## Leven
Pourtalès studeerde aan de ridderacademie in Legnica. Voordat hij in diplomatieke dienst trad, diende hij in het Pruisische leger. In 1879 was hij attaché bij de Duitse ambassade in Wenen. Twee jaar later werd hij secretaris bij het gezantschap in Berlijn, en in 1888, na korte onderbrekingen in Wenen, Den Haag en Parijs, eerste secretaris van de ambassade in Sint-Petersburg. Vanaf 1890 had hij de leiding over de afdeling Rusland op het ministerie van Buitenlandse Zaken. In 1899 werd hij aangesteld als ambassadeur in Den Haag en in 1902 in München.
Zijn carrière culmineerde met zijn benoeming als Duitse ambassadeur aan het keizerlijk hof van Sint-Petersburg in december 1907. Hij trachtte te voorkomen dat Rusland toenadering zocht met Frankrijk en Groot-Brittannië. Op 19 augustus 1911 ondertekende hij namens het Duitse keizerrijk met Rusland de Potsdam Overeenkomst.
Op 1 augustus 1914 droeg hij "in tranen" de Duitse oorlogsverklaring aan Rusland over aan de minister van Buitenlandse zaken Sergej Sazonov. Hij keerde via Zweden terug naar Duitsland, waar hij de rest van de Eerste Wereldoorlog verbleef en waar hij opnieuw de leiding had over de afdeling Rusland van het ministerie van Buitenlandse zaken in Berlijn. Hij heeft ook gediend als adviseur van de Duitse ministers van Buitenlandse Zaken Gottlieb von Jagow, Arthur Zimmermann en Paul von Hintze.

## Werken
- Am Scheidewege zwischen Krieg und Frieden. Meine letzten Verhandlungen in Petersburg zu Ende Juli 1914 (Op het kruispunt tussen oorlog en vrede. Mijn laatste onderhandelingen in Petrograd tot het einde van juli 1914) (1919) Charlottenburg, Deutsche Verlagsgesellschaft für Politik und Geschichte